# Ynglestandfugl
En ynglestandfugl eller ofte blot standfugl er i zoologi en fugl, der ikke blot yngler i et område, men også bliver der hele året.
Eksempler på ynglestandfugle i Danmark:
- Topmejse
- Grønspætte
- Husskade